# Pereruela
Pereruela è un comune spagnolo di 713 abitanti situato nella comunità autonoma di Castiglia e León.